# Melis Alpacar
Melis Alpacar (İzmir, 29 de gener de 1996) és una jugadora de voleibol turca. La seva carrera professional va començar cuan l'equip de TVF Lycee de Deportes, on jugava, va rebre medalla de bronze el 2012, en el Campionat Mundial de Licees. El seu primer club va ser Ankaragücü, on el seu pare, Volkan Alpacar va jugar futbol. Després va passar por Karşıyaka d'Ankara d'on va ser transferida, el 2014, a Karşıyaka SK d'Esmirna. És libero.